# بئر توتة
مدينة جزائرية تابعة لولاية الجزائر هي بلدية ومقر دائرة
بلديات الدائرة هي: أولاد شبل، بئر توتة، تسالة المرجة.
- عدد سكان الدائرة في 2006 كان 53,422ن
- عدد سكان البلدية في 2006 كان 22,890ن
- الرمز البريدي 09430

## أعلام
- إسلام عروس

## مواضيع ذات صلة
- تاريخ ولاية الجزائر
- بلديات ولاية الجزائر
- دوائر ولاية الجزائر